# Mighty Crusaders
Os Mighty Crusaders é uma equipe fictícia de super-heróis publicada pela Archie Comics. A equipe originalmente apareceu em Fly-Man nº 31, nº 32 e nº 33 antes de ser lançado em seu próprio título, Mighty Crusaders. Escrito pelo co-criador do Superman, Jerry Siegel, a série durou sete edições antes de ser cancelada. A equipe foi revivida no selo Red Circle Comics em 1983. Em 1992, a DC Comics licenciou os personagens e relançou a equipe como The Crusaders, visando leitores mais jovens como parte de sua linha !Mpact. Esta série durou oito edições, publicadas entre maio a dezembro 1992.

## Histórico
A popularidade dos títulos de super-heróis de Era de Prata da DC e da Marvel levou a Archie Comics a reviver sua própria linha de quadrinhos de super-heróis. A linha Archie Adventure começou com títulos centrados em The Fly, The Jaguar, e uma versão super-heróica /espiã do personagem da década de 1930, The Shadow. Depois de sugestões e fanart começou a sugerir uma equipe composta de personagens publicados pela MLJ, precursora da Archie na década de 1940, o selo de super-herói da Archie, logo foi renomeado Mighty Comics, re-introduzido muitos desses personagens e reunindo em várias edições de Fly Man. Esta equipe, que seguiu o sucesso de Os Vingadores e da Liga da Justiça da América, foi composta de The Shield, The Fly (renomeado como Fly-Man), The Black Hood e The Comet. Chamando-se de The Mighty Crusaders, eles inicialmente se juntaram como parte de um plano de inimigo de the Fly, The Spider em uma armadilhar o herói. Depois de aparecer como uma equipe para mais duas edições de Fly Man, e ganhando Flygirl como um membro no processo, eles ganharam sua própria série, The Mighty Crusaders, que correu foi publicada bimestralmente, publicando um total de 7 edições.
Em 1983 a equipe e a série foram relançadas, com roteiros e desenhos de Rich Buckler na primeira edição. Uma disputa contratual entre Buckler e a DC Comics viu a publicação da primeira edição adiada. Buckler recrutou Cary Burkett para escrever vários números do título dos Mighty Crusaders. A série foi publicada até meados de 1985, sendo cancelada no número 13 (setembro de 1985).

Em 1992 DC Comics adquiriu uma licença para publicar os personagens, e lançou um revista da equipe como parte da linha. Esta série, intitulada apenas The Crusaders, foi lançada no início de 1992. A primeira edição teve roteiros de Mark Waid e Brian Augustyn. A série e a própria linha, Impact Comics, foi destinadas a leitores mais jovens. A DC Comics tentou vender títulos de Impact Comics em uma tentativa de expandir o mercado potencial. No entanto, devido a conflitos internos, esta distribuição nunca aconteceu e a impressão eventualmente desmoronou devido a baixas vendas. A última edição da série DC foi a edição 8, (dezembro de 1992).
A equipe também serviu como inspiração parcial para a série Watchmen de Alan Moore.  
| “ | Eu queria mais super-heróis médios, como a linha Mighty Crusaders ... [a] ideia original tinha começado com o corpo do The Shield sendo puxado para fora de um rio em algum lugar. | ” |

 Moore usou esta ideia quando lhe pediram que apresentasse um argumento para um tratamento das propriedades de Charlton Comics, então recém-adquiridas da DC Comics. Embora o tratamento foi rejeitado para esses personagens, DC Comics encomendou Moore para basear a história em todos os heróis novos, e o projeto tornou-se Watchmen.

## Membros

### Primeira série
O primeiro grupo Mighty Crusaders foi criado pela Archie sob sua linha Mighty Comics na década de 1960. Naquela época, os membros da equipe consistiam de:
- Black Hood – primeira aparição em Top-Notch Comics No. 9, Outubro de 1940; revivido em Adventures of the Fly #7 (Julho de 1960).
- The Comet – primeira aparição em Pep Comics No. 1 Janeiro de 1940; revivido em  Adventures of the Fly #30 (Outubro de 1964).
- The Fly – criado por Joe Simon e Jack Kirby, primeira aparição em The Double Life of Private Strong No. 1.
- Flygirl – primeira aparição no No. 13 de The Adventures of the Fly.
- The Shield – primeira aparição em Fly-Man No. 31.

### Segunda série
O segundo grupo Mighty Crusaders foi criado pela Archie Comics na linha Red Circle Comics da década de 1980. Nessa época, os membros da equipe consistiam de:
- Black Hood II (Sobrinho do Black Hood original)
- The Comet
- Darkling
- The Fly
- Flygirl
- The Jaguar
- Lancelot Strong: Shield II
- Shield I (O Shield original)
- The Web II (filho do The Web orginal)

Este título deu início aos quadrinhos do Red Circle e durou treze números.

### Impact Comics
Quando DC Comics licenciou os super-heróis Archie para a sua linha !Impact na década de 1990, a equipe foi simplesmente chamado de The Crusaders. A série durou oito números, publicada de maio a dezembro de 1992.

### DC Comics
Em 2008, a DC licenciou novamente os personagens para aparecerem na minissérie Crise Final.
Uma série de one-shots foi publicada, com dois títulos; The Shield e The Web, cada um dos quais foi cancelado após a publicação de dez edições. Mighty Crusaders durou sete edições. Além dos personagens estabelecidos do Red Circle, uma heroína original chamada também foi introduzida.
A nova equipe é composta por:
The Comet
Inferno
- Flygirl

The Shield]
- The Web
- Hangman
- The Fox
- Jaguar
- War Eagle

### New Crusaders
Em 2012, a Archie trouxe os personagens de volta, a nova série intulada New Crusaders, iria pegar os personagens da série original muitos anos após o último de seus inimigps terem sido derrotados.
A série estreou digitalmente em 16 de maio de 2012, através do aplicativo Red Circle da Archie Comics,  com publicação impressa programada para começar mensalmente em 5 de setembro de 2012. Para liberação digital, as edições foram divididas em quartos e lançadas uma vez por semana.
Um spinoff, Lost Crusade, foi anunciado que aconteceria a cada cinco semanas e preencheria as lacunas entre os quadrinhos da Red Circle e os New Crusaders dos anos 1980. Ian Flynn expressou o desejo de explorar a lacuna entre a série dos anos 1980 e os New Crusaders: "Havia tantos finais abertos quando a série dos anos 80 se encerrou que é difícil escolher. O que aconteceu com Darkling? Quem era o traidor? Será que Black Hood descobriu ou apenas piorou as coisas? Alguém lamentou Doc Reeves? Há toneladas de histórias e personagens para explorar, e é honestamente difícil escolher." No entanto, apesar dos anúncios das equipes criativas de New Crusaders: Dark Tomorrow e Lost Crusade. o novo editor do Red Circle, Alex Segura, mencionou "[Eu] tenho um grande carinho por New Crusaders e as coisas que o livro pretendia fazer" em uma entrevista de março de 2014, mas que Red Circle (mais tarde renomeado como Dark Circle) estaria tomando um novo caminho: "Esses não serão livros de super-heróis para todas as idades e esperamos que atraiam os leitores mais velhos. Por mais que eu ame Novos Cruzados, não será um seguimento direto disso. Se você quer uma ideia do que nós" Estamos buscando, Afterlife with Archie é seu melhor exemplo. Vemos a expansão do Red Circle como uma continuação do sucesso de Afterlife."

### Dark Circle's Crusaders
Os quadrinhos Dark Circle começaram em dezembro de 2017, apresentando o novo Shield (Victoria Adams), Steel Sterling, Firefly, Darkling, The Comet e Jaguar.

## Edições encadernadas
Recentemente, Archie Comics reimprimiu algumas das aventuras dos Mighty Crusaders em uma coleção de encadernados sob o nome "Red Circle Productions". Este TPB não está mais disponível, no entanto, uma vez que Joe Simon contestou com sucesso a propriedade do personagem de The Fly/Fly-Man, o que significa que Archie Comics não tem mais permissão para usar o personagem.
- Mighty Crusaders: Origin of a Super Team (republica Fly-Man #31, #32 e #33 and Mighty Crusaders #1, 96 p[aginas, Novembro de 2003, ISBN 1-879794-14-4)

## Outras mídias
The Mighty Comics Superheroes Game, jogo de tabuleiro foi lançado pela Transogram em 1966 e apresentava os personagens de Mighty Crusaders. Muitos dos personagens apresentados na caixa recebem nomes que não usam nos quadrinhos (The Fox is "Mr. Fox", por exemplo).
Action figures foram produzidos em 1984 para alguns dos Mighty Crusaders pela Remco Toy Company, apresentando a arte da embalagem por Steve Ditko. Cada boneco veio com um escudo de sinalização sonora secreta. Havia quatro heróis e quatro vilões na linha. Os bonecos eram:
- The Comet
- The Fox
- The Shield
- The Web
- The Brain Emperor
- The Buzzard
- The Eraser
- The Sting

## Ligações Externas
- The Mighty Crusaders no Don Markstein's Toonopedia.
- Archie Superheroes no International Catalogue of Superheroes
- Página oficial de The Mighty Crusaders
- Ask the Archivist - Information no Archie superheroes